# Дунајска Стреда
Дунајска Стреда (слч. Dunajská Streda, мађ. Dunaszerdahely) град је у Словачкој, који се налази у оквиру Трнавског краја.
Дунајска Стреда је позната по бројном мађарском становништву, које чини претежну већину у граду.

## Географија
Дунајска Стреда је смештена у јужном делу државе, близу границе са Мађарском. Престоница државе, Братислава, налази се 50 км северозападно од града.
Рељеф: Дунајска Стреда се развила у северозападном делу Панонске низије. Град се налази на пространом и равничарском Житном острву, највећој ади у Европи, коју творе Дунав и његов северни рукавац, Мали Дунав. Надморска висина града је око 115 m.
Клима: Клима у Дунајској Стреди је умерено континентална.
Воде: Дунајска Стреда нема излаз на било какав водоток, али се налази на Житном острву, највећој ади у Европи, коју творе Дунав и његов северни рукавац, Мали Дунав.

## Историја
Људска насеља на овом простору датирају још из праисторије. Насеље под данашњим именом први пут се спомиње 1341, а околина је већ тада била насељена Мађарима. Град је постао познато трговиште на коме се трговало суботом (порекло назива). 1335. г. насеље је добио градска права. Током следећих векова град је био у саставу Угарске као обласно трговиште. У 16. и 17. веку Дунајска Стреда се нашла на граници Угарске и Османског царства, која је била пуна сукоба.
Крајем 1918. г. Дунајска Стреда је постао део новоосноване Чехословачке. У времену 1938-1944. године град је био враћен Хортијевој Мађарској, али је поново враћен Чехословачкој после рата. За време комунизма град је нагло индустријализован, па је дошло до наглог повећања становништва. После осамостаљења Словачке град је постао њено значајно средиште, а дошло је и до обнове града и привредног процвата.

## Становништво
| Година:    | 1994.  | 2004.   | 2014.   | 2024.   |
| ---------- | ------ | ------- | ------- | ------- |
| Број људи: | 23 797 | 23 562  | 22 553  | 22 826  |
| Разлика:   |        | -0,98 % | -4,28 % | +1,21 % |

| Година:    | 2023.  | 2024.   |
| ---------- | ------ | ------- |
| Број људи: | 22 892 | 22 826  |
| Разлика:   |        | -0,28 % |

Данас Дунајска Стреда има око 23.000 становника и последњих година број полако расте.
Етнички састав: По попису из 2001. г. састав је следећи:
- Мађари - 79,8%,
- Словаци - 15,3%%,
- Роми - 1,5%%,
- Чеси - 0,6%,
- остали.

Верски састав: По попису из 2001. г. састав је следећи:
- римокатолици - 72,9%,
- атеисти - 11,1%%,
- Протестанти - 2,0%,
- остали.

## Партнерски градови
- Геделе
- Сента
- Одорхеју Секујеск
- Суботица
- Жомбољ

## Галерија
- Градска кућа
- Градска палата
- Зграда у неомађарском стилу
- Савремено здање